# David Padilla
David Padilla Aranciba (ur. 13 sierpnia 1927 w Sucre, zm. 25 września 2016 w La Paz) – boliwijski generał, naczelny dowódca sił lądowych w 1978, który po dokonaniu przez siebie zamachu stanu pełnił od 24 listopada 1978 do 8 sierpnia 1979 funkcję tymczasowego prezydenta Boliwii, kiedy to przekazał władzę prezydentowi wybranemu w demokratycznych wyborach.